# Mkwamba
Mkwamba è una circoscrizione rurale (rural ward) della Tanzania situata nel distretto di Nkasi, regione di Rukwa. Conta una popolazione di 11 324 abitanti (censimento 2012).